# Isla Hoste
Isla Hoste är en ö i Chile.   Den ligger i regionen Región de Magallanes y de la Antártica Chilena, i den södra delen av landet. Arean är 4 117 kvadratkilometer.